# Um Novo Sonho
Um Novo Sonho é um álbum ao vivo da dupla sertaneja Zé Neto & Cristiano. Lançado pela Som Livre no dia 3 de fevereiro de 2017, o show de gravação aconteceu no dia 3 de setembro de 2016 no Parque de Exposições da Acrimat em Cuiabá (MT), diante de um público de 20 mil pessoas, para quem apresentaram um repertório de canções românticas e animadas. A produção musical ficou por conta de Jenner Melo e a direção de vídeo de Fernando Trevisan, o Catatau. O álbum também contou com as participações de Henrique & Juliano, Marília Mendonça e Maiara & Maraísa.

## Lista de faixas
| N.º | Título                                           | Duração |  |
| 1.  | "Sonha Comigo"                                   | 3:30    |  |
| 2.  | "Cadeira de Aço"                                 | 3:16    |  |
| 3.  | "Amigo Taxista"                                  | 3:17    |  |
| 4.  | "Hoje Eu Tô Excelente"                           | 2:38    |  |
| 5.  | "Essa é Pra Comemorar"                           | 2:43    |  |
| 6.  | "Desandou"                                       | 2:54    |  |
| 7.  | "Aí Fechou"                                      | 2:44    |  |
| 8.  | "Bateria Acabou" (part. Marília Mendonça)        | 2:46    |  |
| 9.  | "Que Que a Gente Faz Com a Gente"                | 2:44    |  |
| 10. | "Princesinha Mandona"                            | 2:51    |  |
| 11. | "Vítima de Um Copo"                              | 3:09    |  |
| 12. | "Dito e Feito"                                   | 2:52    |  |
| 13. | "Quem Paga é o Coração" (part. Maiara & Maraísa) | 3:07    |  |
| 14. | "Se Organizar Todo Mundo Beija"                  | 2:59    |  |
| 15. | "Um Ano de Noivado"                              | 3:01    |  |
| 16. | "Tapete Vermelho"                                | 3:14    |  |
| 17. | "Você Não é Ela" (part. Henrique & Juliano)      | 3:08    |  |
| 18. | "Por Nossos Filhos"                              | 3:20    |  |
| 19. | "Amor Pirata"                                    | 2:35    |  |

| DVD |                                                  |         |  |
| N.º | Título                                           | Duração |  |
| 1.  | "Abertura / Eu Ligo Pra Você"                    |         |  |
| 2.  | "Essa é Pra Comemorar"                           |         |  |
| 3.  | "Bateria Acabou" (part. Marília Mendonça)        |         |  |
| 4.  | "Desandou"                                       |         |  |
| 5.  | "Hoje Eu Tô Excelente"                           |         |  |
| 6.  | "Amor Pirata"                                    |         |  |
| 7.  | "Aí Fechou"                                      |         |  |
| 8.  | "Que Que A Gente Faz Com A Gente"                |         |  |
| 9.  | "Princesinha Mandona"                            |         |  |
| 10. | "Vítima De Um Copo"                              |         |  |
| 11. | "Dito E Feito"                                   |         |  |
| 12. | "Te Amo"                                         |         |  |
| 13. | "Se Organizar Todo Mundo Beija"                  |         |  |
| 14. | "Cadeira de Aço"                                 |         |  |
| 15. | "Um Ano de Noivado"                              |         |  |
| 16. | "Sonha Comigo"                                   |         |  |
| 17. | "Quem Paga é o Coração" (part. Maiara & Maraísa) |         |  |
| 18. | "Amigo Taxista"                                  |         |  |
| 19. | "Tapete Vermelho"                                |         |  |
| 20. | "Meu Medo"                                       |         |  |
| 21. | "Me Ajeito do Seu Jeito"                         |         |  |
| 22. | "Você Não é Ela" (part. Henrique & Juliano)      |         |  |
| 23. | "Por Nossos Filhos"                              |         |  |
| 24. | "Seu Polícia"                                    |         |  |

## Desempenho nas paradas
| Paradas (2017)              | Melhor posição |
| --------------------------- | -------------- |
| Brasil (iTunes Album Chart) | 4              |